# Algieria na Letnich Igrzyskach Olimpijskich 2000
Algierię na Letnich Igrzyskach Olimpijskich 2000 reprezentowało 47 zawodników, 37 mężczyzn i 10 kobiet.
Był to dziewiąty występ reprezentacji Algierii na letnich igrzyskach olimpijskich.

## Zdobyte medale
| Medal  | Zawodnik            | Dyscyplina    | Konkurencja | Rezultat                                                                            |
| ------ | ------------------- | ------------- | ----------- | ----------------------------------------------------------------------------------- |
| Złoto  | Nouria Mérah-Benida | Lekkoatletyka | 1500 m      | 4:05,10                                                                             |
| Srebro | Ali Saïdi-Sief      | Lekkoatletyka | 5000 m      | 13:36,20                                                                            |
| Brąz   | Djabir Saïd-Guerni  | Lekkoatletyka | 800 m       | 1:45,16                                                                             |
| Brąz   | Abderahmane Hammad  | Lekkoatletyka | skok wzwyż  | 2,32                                                                                |
| Brąz   | Mohamed Allalou     | Boks          | 63,5 kg     | W półfinale przegrał z reprezentantem Uzbekistanu Muhammadqodirem Abdullayevem 2:17 |

## Reprezentanci

### Boks
| Zawodnik            | Konkurencja | 1/16                   | 1/8                   | Ćwierćfinał      | Półfinał                      | Finał            | Finał   |
| Zawodnik            | Konkurencja | Przeciwnik Wynik       | Przeciwnik Wynik      | Przeciwnik Wynik | Przeciwnik Wynik              | Przeciwnik Wynik | Miejsce |
| ------------------- | ----------- | ---------------------- | --------------------- | ---------------- | ----------------------------- | ---------------- | ------- |
| Mebarek Soltani     | 48 kg       | Liborio Romero 15-16   | NQ                    | NQ               | NQ                            | NQ               | 17.     |
| Nacer Keddam        | 51 kg       | Andrew Kooner 11-18    | NQ                    | NQ               | NQ                            | NQ               | 17.     |
| Hichem Blida        | 54 kg       | Orlando Cruz 8-10      | Alisher Rahimov 11-17 | NQ               | NQ                            | NQ               | 9.      |
| Noureddine Madjhoud | 57 kg       | Jeffrey Mathebula 5-10 | NQ                    | NQ               | NQ                            | NQ               | 17.     |
| Mohamed Allalou     | 63,5 kg     | Lukáš Konečný 17-9     | Ben Neequaye 15-6     | Sven Paris 22-8  | Muhammadqodir Abdullayev 2-17 | NQ               | brąz    |
| Abdel Hani Kenzi    | 75 kg       | Adrian Diaconu 9-19    | NQ                    | NQ               | NQ                            | NQ               | 17.     |
| Mohamed Azzaoui     | 91 kg       | —                      | Jackson Chanet RSC    | NQ               | NQ                            | NQ               | 9.      |

### Gimnastyka
Skoki na trampolinie
| Zawodnik   | Konkurencja | Eliminacje        | Eliminacje    | Eliminacje | Eliminacje | Eliminacje | Finał    | Finał     | Finał  | Finał  | Finał   | Finał   |    |
| Zawodnik   | Konkurencja | Układ obowiązkowy | Układ dowolny | Kara       | Razem      | Pozycja    | Trudność | Wykonanie | Lot    | Kara   | Łącznie | Pozycja |    |
| Zawodnik   | Konkurencja | Punkty            | Punkty        | Punkty     | Punkty     | Pozycja    | Punkty   | Punkty    | Punkty | Punkty | Punkty  | Pozycja |    |
| ---------- | ----------- | ----------------- | ------------- | ---------- | ---------- | ---------- | -------- | --------- | ------ | ------ | ------- | ------- | -- |
| Ali Bourai | mężczyźni   | 26,4              | 36,2          |            | 62,6       | 10.        | NQ       | NQ        | NQ     | NQ     | NQ      | NQ      | NQ |

### Judo
Mężczyźni
| Zawodnik            | Konkurencja    | 1/32                    | 1/16                | Ćwierćfinał      | Półfinał         | Finał            | Repasaż - Pierwsza runda | Repasaż - Ćwierćfinał | Repasaż - Półfinał | Mecz o brązowy medal | Pozycja |
| Zawodnik            | Konkurencja    | Przeciwnik Wynik        | Przeciwnik Wynik    | Przeciwnik Wynik | Przeciwnik Wynik | Przeciwnik Wynik | Przeciwnik Wynik         | Przeciwnik Wynik      | Przeciwnik Wynik   | Przeciwnik Wynik     | Pozycja |
| ------------------- | -------------- | ----------------------- | ------------------- | ---------------- | ---------------- | ---------------- | ------------------------ | --------------------- | ------------------ | -------------------- | ------- |
| Omar Rebahi         | do 60 kg       | Juan Jacinto W          | Alisher Mukhtarov P | NQ               | NQ               | NQ               | Francis Labrosse W       | Elchin Ismayilov P    | NQ                 | NQ                   | 9.      |
| Amar Meridja        | do 66 kg       | Alex Ottiano P          | NQ                  | NQ               | NQ               | NQ               | NQ                       | NQ                    | NQ                 | NQ                   | AC      |
| Noureddine Yagoubi  | do 73 kg       | Kouami Sacha Denanyoh W | Tiago Camilo P      | NQ               | NQ               | NQ               | Gil Ofer W               | Michel de Almeida P   | NQ                 | NQ                   | 9.      |
| Khaled Meddah       | do 90 kg       | Skander Hachicha P      | NQ                  | NQ               | NQ               | NQ               | NQ                       | NQ                    | NQ                 | NQ                   | AC      |
| Sami Belgroun       | do 100 kg      | Jang Seong-Ho W         | Stéphane Traineau P | NQ               | NQ               | NQ               | Jurij Stiepkine P        | NQ                    | NQ                 | NQ                   | 13.     |
| Mohamed Bouaichaoui | powyżej 100 kg | Daniel Hernandes P      | NQ                  | NQ               | NQ               | NQ               | NQ                       | NQ                    | NQ                 | NQ                   | AC      |

Kobiety
| Zawodniczka    | Konkurencja | 1/32                | 1/16                | Ćwierćfinał         | Półfinał            | Finał               | Repasaż - Pierwsza runda | Repasaż - Ćwierćfinał | Repasaż - Półfinał  | Mecz o brązowy medal | Pozycja |
| Zawodniczka    | Konkurencja | Przeciwniczka Wynik | Przeciwniczka Wynik | Przeciwniczka Wynik | Przeciwniczka Wynik | Przeciwniczka Wynik | Przeciwniczka Wynik      | Przeciwniczka Wynik   | Przeciwniczka Wynik | Przeciwniczka Wynik  | Pozycja |
| -------------- | ----------- | ------------------- | ------------------- | ------------------- | ------------------- | ------------------- | ------------------------ | --------------------- | ------------------- | -------------------- | ------- |
| Salima Souakri | do 52 kg    | Inge Clement W      | Isabelle Schmutz W  | Noriko Narazaki P   | Nie awansowała      | Nie awansowała      | —                        | Luce Baillargeon W    | Ioana Dinea-Aluaş P | Nie awansowała       | 7.      |

### Lekkoatletyka
Mężczyźni
| Zawodnik                                                    | Konkurencja           | Eliminacje | Eliminacje | Ćwierćfinał | Ćwierćfinał | Półfinał       | Półfinał       | Finał          | Finał          |
| Zawodnik                                                    | Konkurencja           | Wynik      | Miejsce    | Wynik       | Miejsce     | Wynik          | Miejsce        | Wynik          | Miejsce        |
| ----------------------------------------------------------- | --------------------- | ---------- | ---------- | ----------- | ----------- | -------------- | -------------- | -------------- | -------------- |
| Amar Hecini                                                 | 400 m                 | 46,06      | 4.         | NQ          | NQ          | NQ             | NQ             | NQ             | NQ             |
| Djabir Saïd-Guerni                                          | 800 m                 | 1:47,95    | 2.         | —           | —           | 1:44,19        | 1.             | 1:45,16        | brąz           |
| Adem Hecini                                                 | 800 m                 | 1:47,62    | 2.         | —           | —           | 1:45,08        | 4.             | NQ             | NQ             |
| Noureddine Morceli                                          | 1500 m                | 3:38,41    | 2.         | —           | —           | 4:00,78        | 12.            | NQ             | NQ             |
| Kamal Boulahfane                                            | 1500 m                | 3:39,01    | 3.         | —           | —           | 3:43,98        | 11.            | NQ             | NQ             |
| Mohamed Khaldi                                              | 1500 m                | 3:41,16    | 8.         | —           | —           | NQ             | NQ             | NQ             | NQ             |
| Réda Benzine                                                | 5000 m                | 13:23,10   | 4.         | —           | —           | —              | —              | 13:40,95       | 11.            |
| Ali Saïdi-Sief                                              | 5000 m                | 13:29,24   | 1.         | —           | —           | —              | —              | 13:36,20       | srebro         |
| Samir Moussaoui                                             | 10000 m               | 28:08,22   | 6.         | —           | —           | —              | —              | 28:17,25       | 16.            |
| Laïd Bessou                                                 | 3000 m z przeszkodami | 8:21,14    | 1.         | —           | —           | —              | —              | 8:33,07        | 11.            |
| Mourad Benslimani                                           | 3000 m z przeszkodami | 8:59,07    | 11.        | —           | —           | —              | —              | NQ             | NQ             |
| Moussa Aouanouk                                             | 20 km                 | —          | —          | —           | —           | —              | —              | 1:25:04        | 23.            |
| Kamel Kohil                                                 | maraton               | —          | —          | —           | —           | —              | —              | 2:17:46        | 23.            |
| Malik Louahla Kamel Talhaoui Samir-Adel Louahla Adem Hecini | sztafeta 4 x 400 m    | DQ         | AC         | —           | —           | Nie awansowali | Nie awansowali | Nie awansowali | Nie awansowali |

| Zawodnik            | Konkurencja | Kwalifikacje | Kwalifikacje | Finał    | Finał   |
| Zawodnik            | Konkurencja | Rezultat     | Miejsce      | Rezultat | Miejsce |
| ------------------- | ----------- | ------------ | ------------ | -------- | ------- |
| Abderrahmane Hammad | skok wzwyż  | 2,27         | 7.           | 2,32     | brąz    |

Kobiety
| Zawodniczka           | Konkurencja | Eliminacje | Eliminacje | Ćwierćfinał | Ćwierćfinał | Półfinał | Półfinał | Finał          | Finał          |
| Zawodniczka           | Konkurencja | Wynik      | Miejsce    | Wynik       | Miejsce     | Wynik    | Miejsce  | Wynik          | Miejsce        |
| --------------------- | ----------- | ---------- | ---------- | ----------- | ----------- | -------- | -------- | -------------- | -------------- |
| Nouria Mérah-Benida   | 1500 m      | 4:10,24    | 2.         | —           | —           | 4:05,24  | 1.       | 4:05,10        | złoto          |
| Nasria Baghdad-Azaïdj | 10000 m     | 35:31,53   | 20.        | —           | —           | —        | —        | Nie awansowała | Nie awansowała |
| Bahia Boussad         | 20 km       | —          | —          | —           | —           | —        | —        | 1:52:50        | 45.            |

| Zawodniczka  | Konkurencja | Kwalifikacje | Kwalifikacje | Finał    | Finał   |
| Zawodniczka  | Konkurencja | Rezultat     | Miejsce      | Rezultat | Miejsce |
| ------------ | ----------- | ------------ | ------------ | -------- | ------- |
| Baya Rahouli | trójskok    | 13,98        | 12.          | 14,17    | 5.      |

| Zawodniczka    | Konkurencja | 100 m ppł | 100 m ppł | Skok wzwyż | Skok wzwyż | Pchnięcie kulą | Pchnięcie kulą | 200 m | 200 m | Skok w dal | Skok w dal | Rzut oszczepem | Rzut oszczepem | 800 m   | 800 m | Finał | Finał |
| Zawodniczka    | Konkurencja | Wyn.      | Pkt.      | Wyn.       | Pkt.       | Wyn.           | Pkt.           | Wyn.  | Pkt.  | Wyn.       | Pkt.       | Wyn.           | Pkt.           | Wyn.    | Pkt.  | Poz.  | Pkt.  |
| -------------- | ----------- | --------- | --------- | ---------- | ---------- | -------------- | -------------- | ----- | ----- | ---------- | ---------- | -------------- | -------------- | ------- | ----- | ----- | ----- |
| Yasmina Azzizi | siedmiobój  | 13,64     | 1030      | 1,60       | 736        | 14,17          | 805            | 24,59 | 925   | 5,88       | 813        | 46,28          | 788            | 2:21,82 | 799   | 17.   | 5896  |

### Pływanie
| Zawodnik     | Konkurencja           | Eliminacje | Eliminacje | Półfinał | Półfinał | Finał | Finał   |
| Zawodnik     | Konkurencja           | Czas       | Miejsce    | Czas     | Miejsce  | Czas  | Miejsce |
| ------------ | --------------------- | ---------- | ---------- | -------- | -------- | ----- | ------- |
| Salim Iles   | 50 m st. dowolnym     | 22,95      | 22.        | NQ       | NQ       | NQ    | NQ      |
| Salim Iles   | 100 m st. dowolnym    | 49,70      | 5.         | 49,70    | 13.      | NQ    | NQ      |
| Mehdi Addadi | 100 m st. grzbietowym | 58,74      | 46         | NQ       | NQ       | NQ    | NQ      |
| Mehdi Addadi | 100 m st. motylkowym  | 56,04      | 44.        | NQ       | NQ       | NQ    | NQ      |

### Podnoszenie ciężarów
| Zawodniczka               | Konkurencja | Rwanie | Rwanie  | Podrzut | Podrzut | Razem | Pozycja |
| Zawodniczka               | Konkurencja | Wynik  | Pozycja | Wynik   | Pozycja | Razem | Pozycja |
| ------------------------- | ----------- | ------ | ------- | ------- | ------- | ----- | ------- |
| Leila Françoise Lassouani | do 58 kg    | 60     | 16.     | 82,5    | 14.     | 142,5 | 14.     |

### Szermierka
| Zawodniczka                  | Konkurencja | Runda I              | Runda II         | Runda III        | Ćwierćfinał      | Półfinał         | Finał            | Pozycja |
| Zawodniczka                  | Konkurencja | Przeciwnik Wynik     | Przeciwnik Wynik | Przeciwnik Wynik | Przeciwnik Wynik | Przeciwnik Wynik | Przeciwnik Wynik | Pozycja |
| ---------------------------- | ----------- | -------------------- | ---------------- | ---------------- | ---------------- | ---------------- | ---------------- | ------- |
| Wassila Rédouane-Saïd-Guerni | floret      | Yuko Arai P 15-3     | Nie awansowała   | Nie awansowała   | Nie awansowała   | Nie awansowała   | Nie awansowała   | 39.     |
| Zahra Gamir                  | szpada      | Arlene Stevens P 5-2 | Nie awansowała   | Nie awansowała   | Nie awansowała   | Nie awansowała   | Nie awansowała   | 34.     |

### Tenis stołowy
| Zawodnik                | Konkurencja | Eliminacje       | Runda I          | Runda II         | Runda III        | 1/8 finału       | Ćwierćfinały     | Półfinały        | Finał            | Finał   |
| Zawodnik                | Konkurencja | Przeciwnik Wynik | Przeciwnik Wynik | Przeciwnik Wynik | Przeciwnik Wynik | Przeciwnik Wynik | Przeciwnik Wynik | Przeciwnik Wynik | Przeciwnik Wynik | Pozycja |
| ----------------------- | ----------- | ---------------- | ---------------- | ---------------- | ---------------- | ---------------- | ---------------- | ---------------- | ---------------- | ------- |
| David Kaci Farid Oulami | debel (m)   | Brazylia · 0-2   | Nie awansowali   | Nie awansowali   | Nie awansowali   | Nie awansowali   | Nie awansowali   | Nie awansowali   | Nie awansowali   | 33.     |

### Wioślarstwo
Mężczyźni
| Zawodnik     | Konkurencja | Eliminacje | Eliminacje | Repasaże | Repasaże | Ćwierćfinał | Ćwierćfinał | Półfinał | Półfinał | Finał   | Finał  | Miejsce |
| Zawodnik     | Konkurencja | Czas       | M.         | Czas     | M.       | Czas        | M.          | Czas     | M.       | Czas    | M.     | Miejsce |
| ------------ | ----------- | ---------- | ---------- | -------- | -------- | ----------- | ----------- | -------- | -------- | ------- | ------ | ------- |
| Rafik Amrane | jedynka     | 7:44,48    | 5. (R)     | 7:42,17  | 4. (F D) | —           | —           | 7:38,51  | 4. (F D) | 7:35,66 | 3. (D) | 20.     |

Kobiety
| Zawodniczka   | Konkurencja | Eliminacje | Eliminacje | Repasaże | Repasaże | Ćwierćfinał | Ćwierćfinał | Półfinał | Półfinał | Finał   | Finał  | Miejsce |
| Zawodniczka   | Konkurencja | Czas       | M.         | Czas     | M.       | Czas        | M.          | Czas     | M.       | Czas    | M.     | Miejsce |
| ------------- | ----------- | ---------- | ---------- | -------- | -------- | ----------- | ----------- | -------- | -------- | ------- | ------ | ------- |
| Samia Hireche | jedynka     | 8:28,65    | 5. (R)     | 8:21,67  | 4. (F C) | —           | —           | 8:18,16  | 2. (F C) | 8:12,89 | 5. (C) | 17.     |

### Zapasy
Styl klasyczny
| Zawodnik        | Konkurencja | Runda I               | Runda II                   | Runda III                | Ćwierćfinał      | Półfinał         | Finał            | Pozycja |
| Zawodnik        | Konkurencja | Przeciwnik Wynik      | Przeciwnik Wynik           | Przeciwnik Wynik         | Przeciwnik Wynik | Przeciwnik Wynik | Przeciwnik Wynik | Pozycja |
| --------------- | ----------- | --------------------- | -------------------------- | ------------------------ | ---------------- | ---------------- | ---------------- | ------- |
| Yassine Djakrir | -63 kg      | Juan Luis Marén P 4-1 | Mikhitar Manukyan P 11-0   | Gurbinder Singh P 3-0    | NQ               | NQ               | NQ               | 18.     |
| Kader Silia     | -76 kg      | Matt Lindland P 6-0   | T'ariel Melelashvili P 0-0 | Yevgeny Yerofaylov P 6-0 | NQ               | NQ               | NQ               | 20.     |